# 法国110提议
《法国110提议》是法国社会党以及为了1981年法国总统选举而提出的一份政治纲领。这份文件囊括了该党执政后将进行的大部分改革措施。

## 部分提议实施情况
- 第23条提议未能完全实施，1982年工人每周工作时间只缩短至39小时。35小时工作制直到皮埃尔·莫鲁瓦时期的若斯潘内阁才正式实施。

- 第34条提议通过“巨额财富税”的创立得以实施。这个提议在1986年右翼政党上台后被删除，但随后在1988年密特朗重新执政后再次实施。

- 第45条提议在密特朗总统任期期间未能实施。2000法国全民公投将法国总统任期缩减为5年（由时任总统希拉克主持，自他的第二任总统任期开始实施）。

- 第47条提议在法国法定选举确立比例代表制后开始实施。但也只在1986年选举时实施过。

- 第53条提议得以实施，死刑与1981年被废止。

- 第54条提议于1982年至1983年间强力的地方分权运动中得以实施。

- 第80条提议未能约束法国地方选举中排斥移民投票权的行为。

- 第85条提议, 取缔法国医师协会的提议未能实施。

- 第90条提议, 依据萨瓦里条例草案而计划创立的“一个广泛、统一、非宗教的国家教育体系”因为法国爆发的« 1984年学校自由运动 »而失败。

- 第100条提议将得以实施: 1981年法国图书定价法 规定对图书实施统一的价格。